# Hórnedzsitef

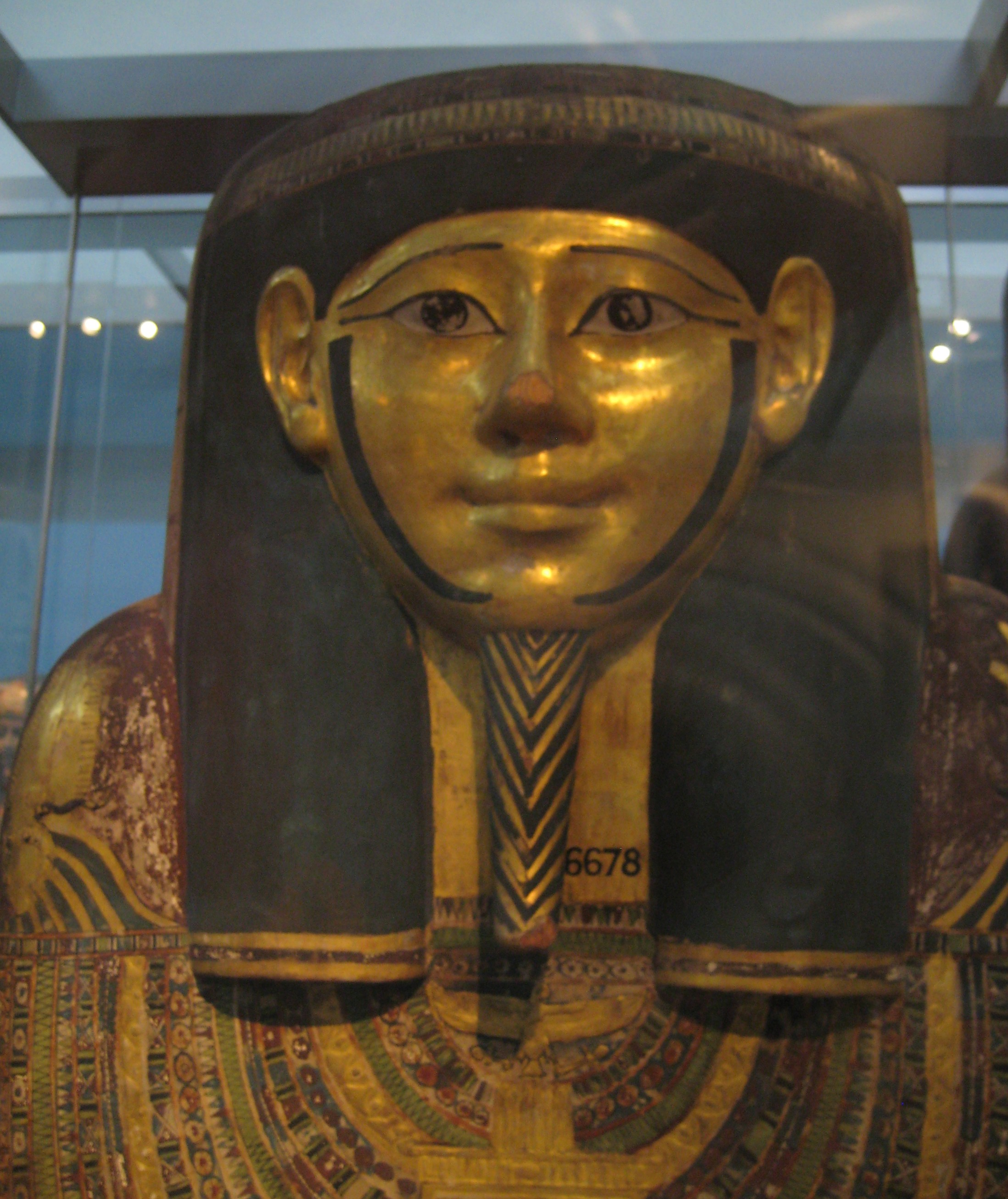
Hórnedzsitef belső koporsójának felső része

Hórnedzsitef ókori egyiptomi pap volt a karnaki templomban, Ámon-Ré templomkörzetében III. Ptolemaiosz uralkodása alatt. Szépen kidolgozott koporsóiról, halotti maszkjáról és múmiájáról ismert, melyeket a Thébához közeli el-Asszaszifban találtak és ma a British Museum gyűjteményébe tartoznak. Ez a leletegyüttes volt az első, melyet a múzeum igazgatója, Neil MacGregor bemutatott a BBC Radio 4 2010-es, A világ történelme 100 tárgyban sorozatában.
A múmia, halotti maszk és koporsók mellett a sírból előkerült egy papirusz a Halottak Könyve szövegével, valamint Ptah-Szokar-Ozirisz faszobra.

## Fordítás
- Ez a szócikk részben vagy egészben  a   Hornedjitef című angol Wikipédia-szócikk ezen változatának fordításán alapul.  Az eredeti cikk szerkesztőit annak laptörténete sorolja fel. Ez a jelzés csupán a megfogalmazás eredetét és a szerzői jogokat jelzi, nem szolgál a cikkben szereplő információk forrásmegjelöléseként.